# Castiglione del Lago
Castiglione del Lago és un comune (municipi) de la província de Perusa, a la regió italiana d'Úmbria, a la riba sud-oest del llac Trasimè. L'1 de gener de 2018 la seva població és de 15.479 habitants.
Es troba a 59 km d'Orvieto (al sud), a 21 km de Chiusi (al sud-oest), a 56 km d'Arezzo (al nord-oest), a 21 km de Cortona (al nord) i a 47 km de Perusa (al sud-est).

## Geografia i estructura urbana

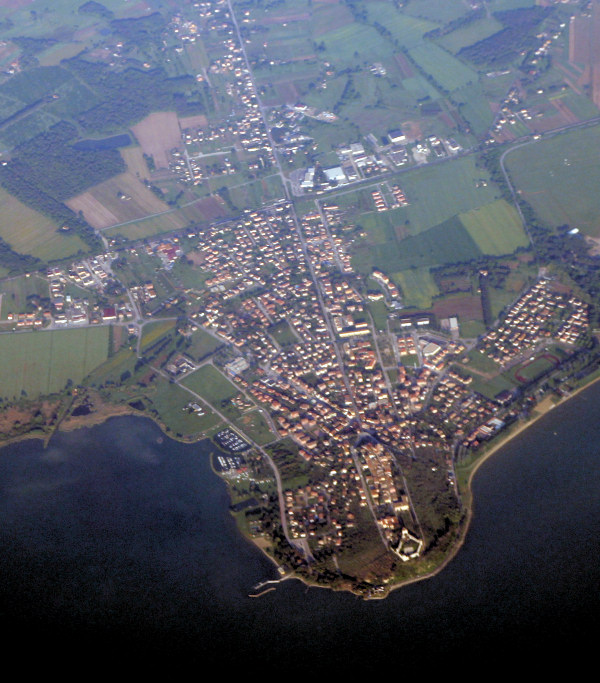
Vista aèria

Castiglione del Lago es troba sobre el que abans era una illa: la quarta illa del llac Trasimè, al sud-oest del llac.
La part més moderna de la ciutat es troba a certa distància de l'antiga, de manera que el centre històric de Castiglione del Lago és una localitat medieval ben conservada que sembla estar governada per una "llei de tres": a les muralles de la ciutat hi ha tres portes, i a l'interior del poble hi ha tres places i tres esglésies.

## Història
Castiglione es troba a la important carretera entre Orvieto al sud, Chiusi a l'oest i Arezzo al nord. La seva posició en aquest territori molt disputat, enfrontant els etruscs contra els romans i els toscans després contra els perugians, va portar inevitablement un llarg cicle de mort i destrucció a la ciutat. Les fortificacions originals van ser destruïdes i reconstruïdes en nombroses ocasions.
Va ser només durant i després del regnat de l'emperador Frederic II (a principis del segle xiii) que la ciutat va tenir un període de relativa estabilitat.
Posteriorment la ciutat va caure sota el control de Perusa, dins dels Estats Pontificis, convertint-se en el feu de la poderosa familia Baglioni. L'any 1550, el Papa Juli III va donar la ciutat a la seva germana. El 1563, el seu fill Ascanio della Corgna es va convertir en el marquès de Castiglione i Chiusi. El feudat es va convertir en un ducat pròsper, però de curta durada, el 1617. L'últim duc Fulvio Alessandro (1617-1647) va morir sense hereus i la ciutat va ser reincorporada als Estats pontificis.

## Llocs d'interès

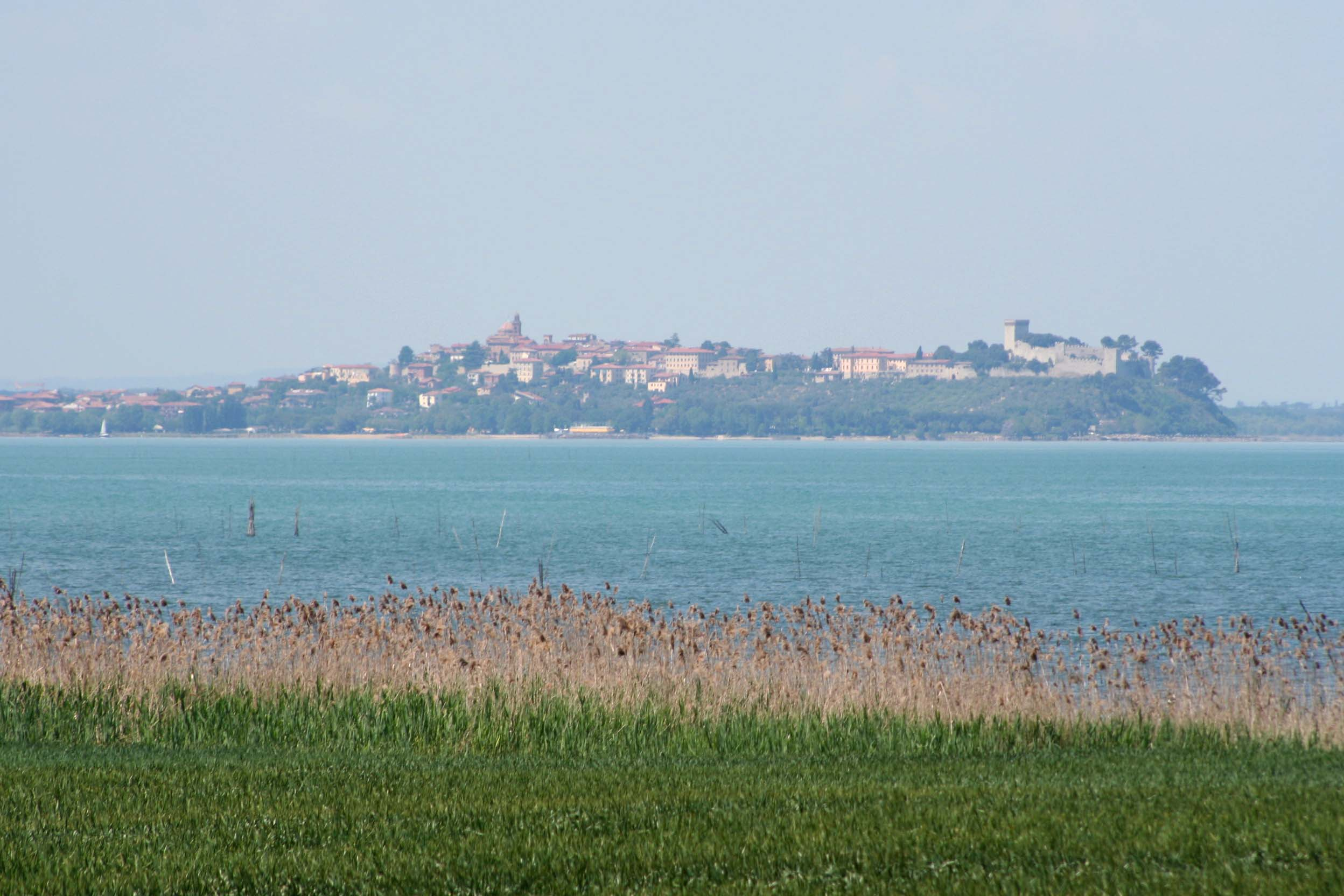
Vista de la ciutat

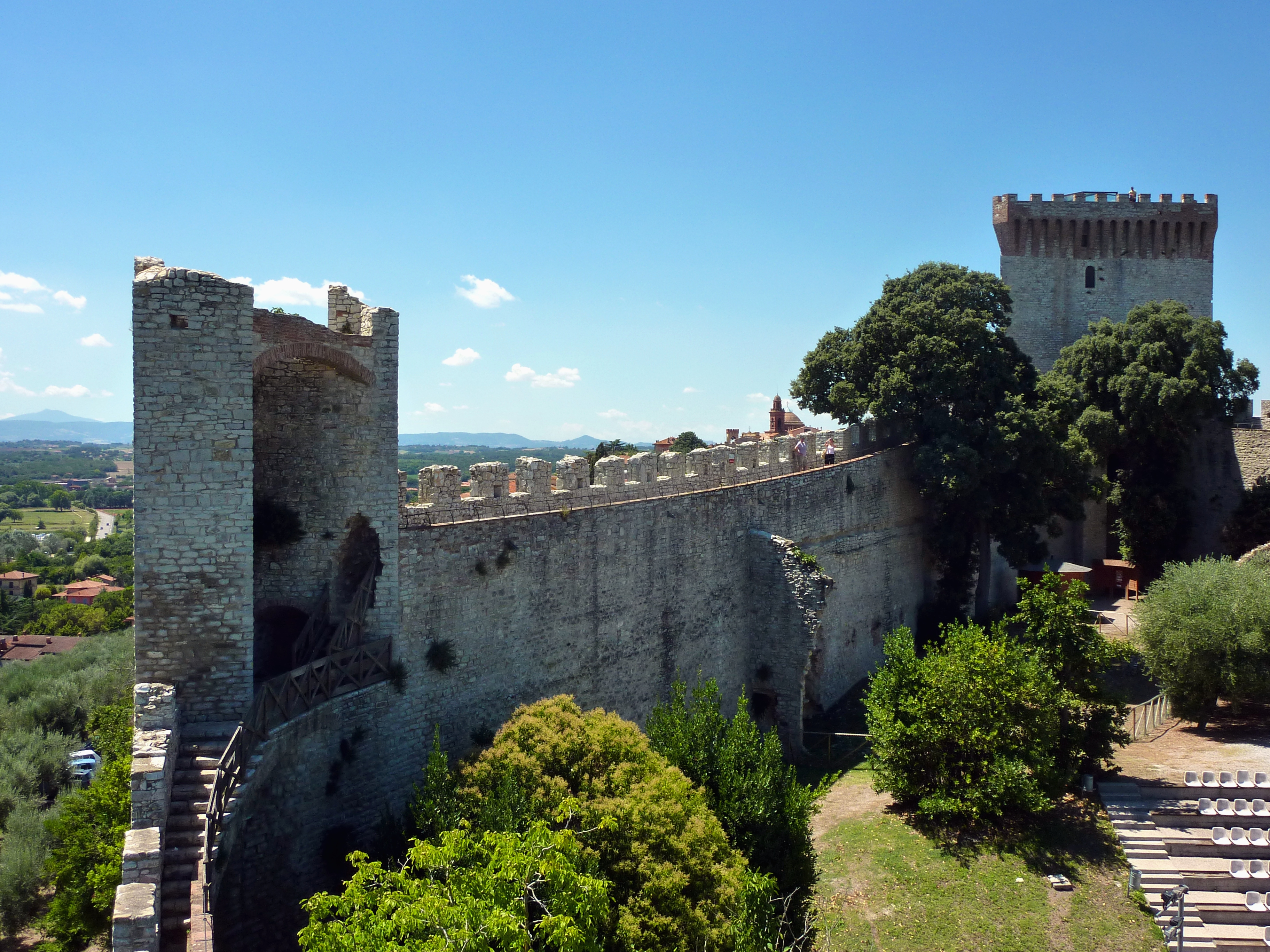
Fortalesa del Lleó

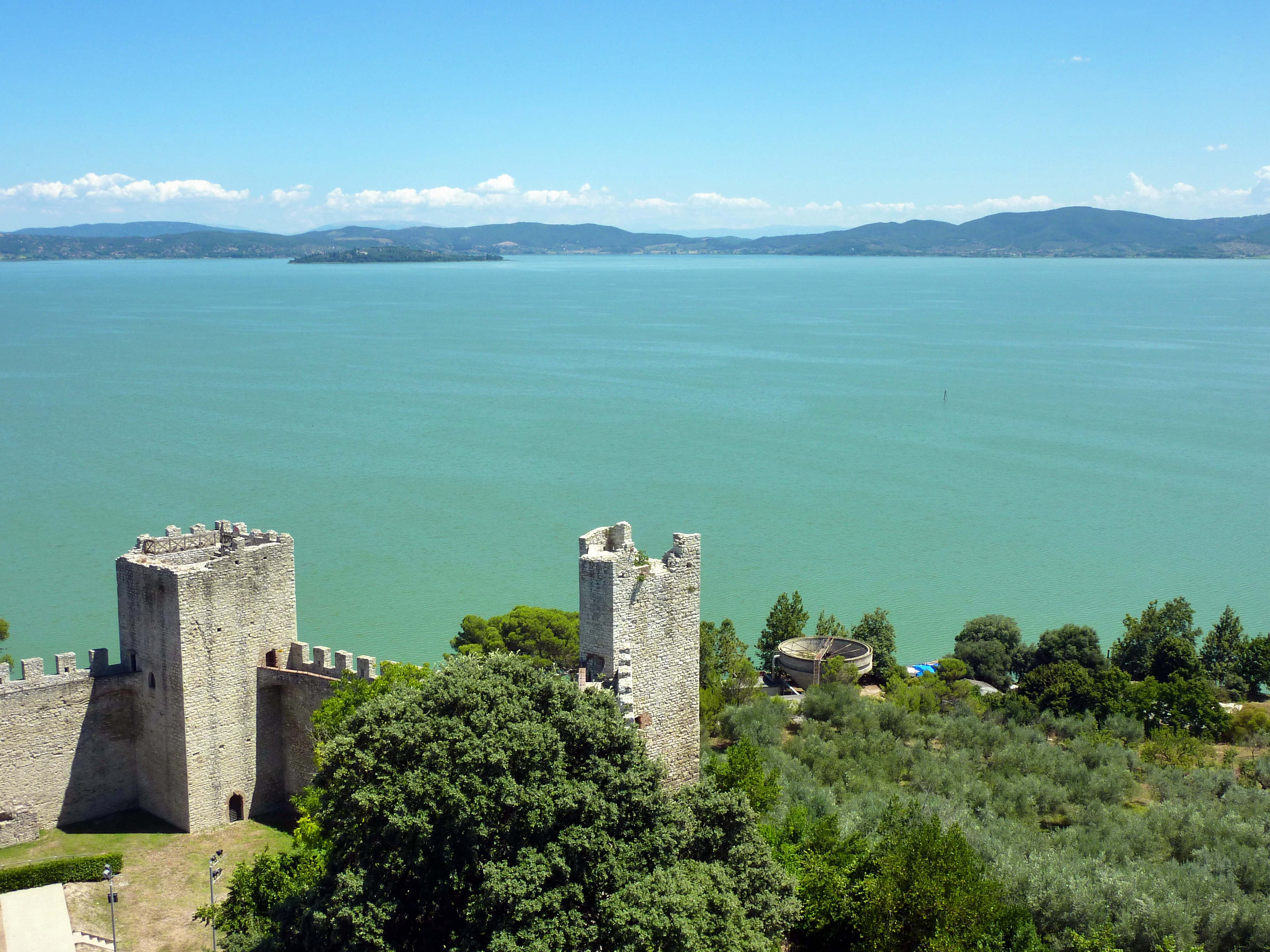
Castell i llac Trasimè

La Fortalesa del Lleó va ser construïda per l'emperador Frederic II. El castell de forma pentagonal es va completar el 1247 pel monjo-arquitecte Elia de Cortona. El castell presenta torres quadrades en quatre de les seves cantonades i un bastió de forma triangular, o donjon. El castell va ser dissenyat per donar als seus propietaris un control estratègic sobre tot el llac Trasimè. El castell ha resistit una sèrie de setges durant els segles següents.
El "Palazzo della Corgna", que serveix de "Palazzo del Comune" (ajuntament), va ser construït per Ascanio della Corgna a l'estil renaixentista, dissenyat per l'arquitecte Jacopo Barozzi da Vignola. Actualment és un museu. El palau té un llarg passadís cobert que connecta amb el castell. A la planta principal, es van pintar frescos de finals del Renaixement per l'artista nascut a Pescara Giovanni Antonio Pandolfi i per l'artista florentí Salvio Savini. El 1574, l'artista Niccolò Circignani, conegut com "Il Pomarancio", va afegir quadres i altres decoracions a una de les habitacions més interessants del palau, l'anomenada "Sala de les Explotacions" del senyor Ascanio della Corgna.
L'altra construcció que destaca és l'església de Santa Maria Maddalena, realitzada amb un pla de creu grega. L'església té un prónaos neoclàssic i, a l'interior, un quadre pintat el 1580 per Eusebio da San Giorgio.

## Ciutats agermanades
- Trappes, França, des de 1971
- Koprivnice, República Txeca, des de 1997
- Lempäälä, Finlàndia, des de 2005